# Земская почта Балашовского уезда
Зе́мская по́чта Балашо́вского уе́зда — земская почта, организованная земской управой Балашовского уезда Саратовской губернии. Существовала с 1876 года. В уезде выпускались собственные земские марки.

## История почты
Балашовская уездная земская почта была открыта 15 апреля 1876 года. Пересылка почтовых отправлений осуществлялась из уездного центра (города Балашова) в северную и южную часть уезда вначале один раз в неделю, а с 1879 года — дважды в неделю.
Для оплаты доставки частных почтовых отправлений были введены земские почтовые марки номиналом 4 копейки.

## Выпуски марок

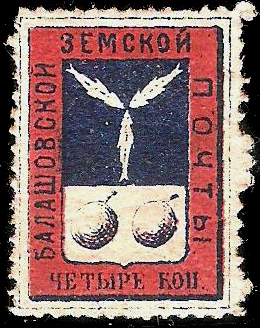
Земская марка Балашовского уезда, 1880

Используемые для оплаты частных почтовых отправлений марки имели номинал 4 копейки и печатались в частной типографии Саратова. На марках изображены гербы Саратовской губернии и Балашовского уезда.
Марки земской почты в Балашовском уезде были отменены с 1882 года.

## Гашение марок
Гашение марок осуществлялось чернилами (перечёркиванием).